# Proscyllium habereri
Proscyllium habereri är en hajart som beskrevs av Franz Martin Hilgendorf 1904. Proscyllium habereri ingår i släktet Proscyllium och familjen Proscylliidae. IUCN kategoriserar arten globalt som otillräckligt studerad. Inga underarter finns listade i Catalogue of Life.